# Wilella Waldorf
Wilella Louise Waldorf (22 de noviembre de 1899 – 12 de marzo de 1946), nortamericana, fue crítica de teatro y editora de diarios.

## Primeros años
Wilella Louise Waldorf nació y creció en South Bend (Indiana). Era hija de John Maurice Waldorf y Carrie Throckmorton Waldorf. Se graduó en el instituto en 1918, y en Mount Holyoke College en 1922.

## Carrera
De joven, Waldorf trabajó como detective para un bufete de abogados, como administrativa en Western Union, y como editora de una enciclopedia sobre Historia. Se incorporó al diario New York Post en 1925; trabajó como crítica de cine desde 1926, como editora de teatro de 1928 a 1946, y como crítica de teatro de 1941 a 1946, reemplazando a John Mason Brown. Fue una de las primeras mujeres en ocupar el puesto de editora en el New York Post, y la única mujer crítica de teatro en un diario neoyorquino. Fue elegida miembro del Círculo de Críticos de Teatro de Nueva York en 1941, y colaboró como tesorera de la agrupación durante sus últimos años. Su última crítica, sobre una nueva versión de la obra Show Boat, se publicó en enero de 1946. Vernon Rice la sucedió en su puesto en el New York Post.
Las críticas negativas de Waldorf se caracterizaban por su contundencia, por ejemplo, declaró que The Time, the Place and the Girl (1942) era "un aburrimiento vergonzoso", y que Hairpin Harmony (1943) era "obstinadamente chapucera". Es conocida su frase "Siempre podemos llamarlos búlgaros," en referencia a los personajes escritos o representados como gays o lesbianas. Describió al productor de cine Samuel Goldwyn utilizando dicha frase.

## Vida personal
Falleció en 1946, a los 46 años, en su casa de Nueva York, tras varios meses de enfermedad.